# Szczebel (wzgórze)
Szczebel (432 m) – wzniesienie w miejscowości Ryczów w województwie śląskim, w powiecie zawierciańskim, w gminie Ogrodzieniec. Znajduje się na wschodnich obrzeżach wsi, przy jej granicy z Kocikową. Pod względem geograficznym znajduje się na Wyżynie Ryczowskiej wchodzącej w skład Wyżyny Częstochowskiej.
Szczebel jest w większości porośnięty lasem, ale są na nim też łąki i pola uprawne. Na lotniczej mapie Geoportalu widać, że spora część jego powierzchni to młody, rzadki las, w przeszłości Szczebel był więc w znacznie większym stopniu, lub w całości zajęty pod uprawę. Jest na nim pojedyncza dość wybitna skała wapienna, również o nazwie Szczebel. Uprawiana jest na niej wspinaczka skalna. Przez wspinaczy skalnych zaliczana jest do tzw. Ryczowskiego Mikroregionu Skałkowego.

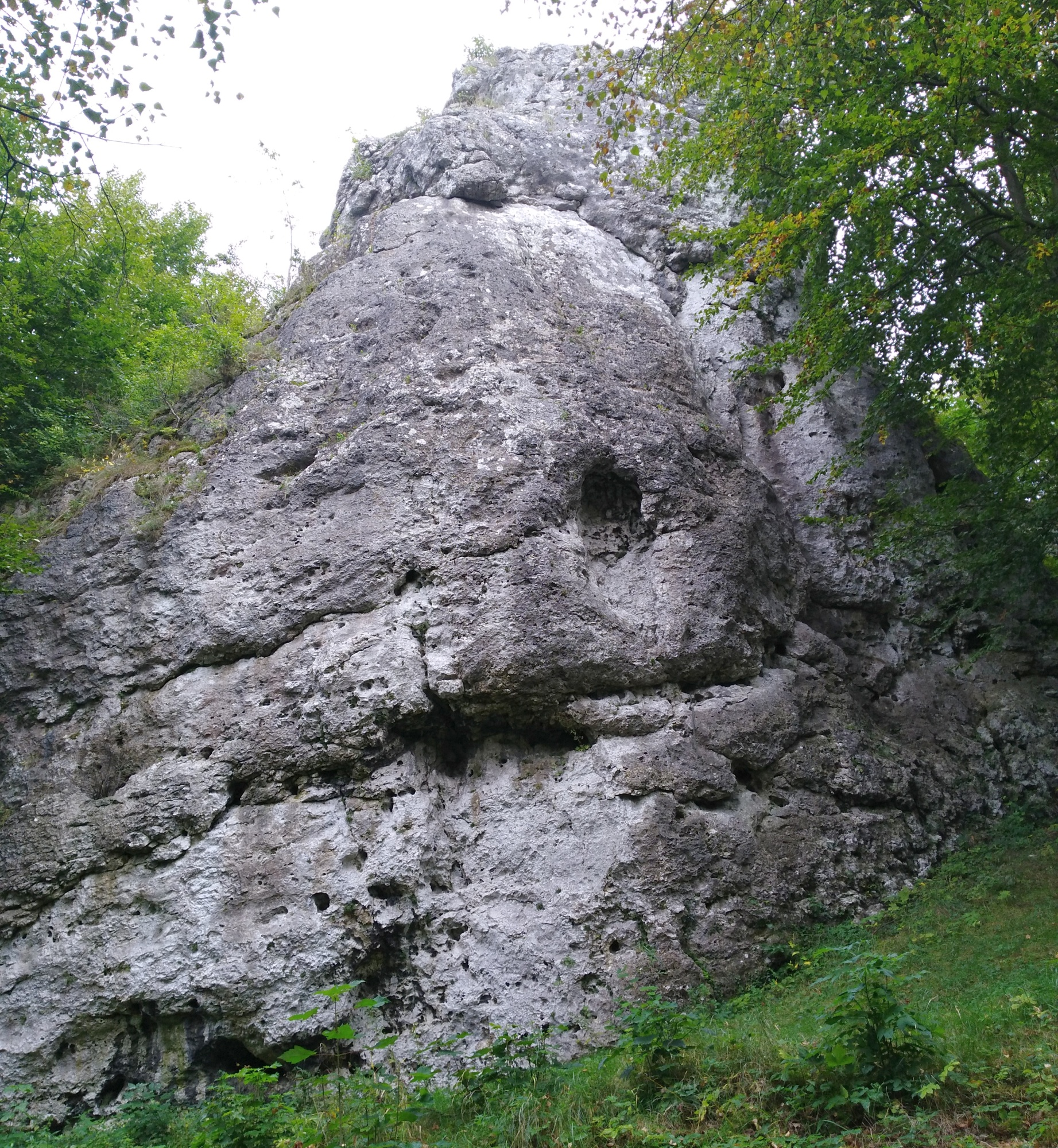
Skała Szczebel